# プログレス・イン・イングリッシュ
『プログレス・イン・イングリッシュ』(PROGRESS IN ENGLISH) は、エデック社発行の英語教科書（厳密には文科省認可を受けていないため副教材であり、別途教科書を購入する必要がある。ただし、実際には、検定教科書は使用されず、これのみで授業をすることが多い）である。略称プログレス。また、本項目ではマイナーチェンジ版である『PROGRESS IN ENGLISH 21』についても解説する。

## PROGRESS IN ENGLISH
主に中高一貫校で使われている。比較的難度が高く、単語数も非常に多い。
1年で1冊の計算でBOOK1～6までの6冊に分かれている。著者は六甲学院や泰星学園で教鞭を執っていたイエズス会の神父、ロバート・M・フリンである。表紙の色はBOOK1から順に、青・赤・緑・ベージュ・灰・紫。
本にはカセットテープ（現在はSD）が付属し、ヒアリングの練習が家庭でもできるようになっている。
登場人物は次郎、恵子、ケビンをはじめ、ブラック先生やブラウン先生、リーファンやワンさんなどが登場する。そして、1つの単元ごとにscene,look,practiceやポイントなどが付いている。SDリピーターは1万円少しかかり、SD自体も1万円弱する。

## PROGRESS IN ENGLISH 21
上記のPROGRESS IN ENGLISHを基に、ロバート・キエサらが監修し、麻布学園、栄光学園、聖心女子学院の中学校・高等学校の英語教師が執筆したものがPROGRESS IN ENGLISH 21である。
2003年4月1日にBOOK 1の第1版を発行。2008年4月1日にBOOK 5の第1版を発行し、5冊全部がそろった。著作権はイエズス会出版にある。
2011年春、「REVISED」として改訂された。

### REVISED
BOOK1からBOOK5までの5冊で構成。扱う文法項目自体には変更はないが、ページのレイアウトを変更した。また、BOOK1～BOOK3は文法確認問題を追加するなどし、BOOK4、BOOK5は例文と単語の派生語や反意語が音声で聞けるようになった。